# Neoepitriptus minusculus
Neoepitriptus minusculus là một loài ruồi trong họ Asilidae. Neoepitriptus minusculus được Bezzi miêu tả năm 1898. Loài này phân bố ở vùng Cổ Bắc giới.